# Heinrich Danneel
Heinrich Ludwig Julius Danneel (* 2. März 1867 in Teterow; † 17. Mai 1942 in Göttingen) war ein deutscher Physikochemiker und Professor in Aachen und Münster.
Nach Studium an der Georg-August-Universität Göttingen wurde er 1897 bei Walther Nernst mit einer Arbeit über Studien zur elektrolytischen Abscheidung von Metallen nach dem Faraday’schen Gesetz promoviert.
Herbst 1897 erhielt er eine Berufung  an die Königlich Technische Hochschule Aachen (Laboratorium für Metallhüttenwesen) und habilitierte sich dort 1900.
1901 übernahm er als „Privatdozent der physikalischen Chemie und Elektrochemie an der TH Aachen“ von seinem Doktorvater die Redaktion des Jahrbuchs der Elektrochemie.
1904 erhielt er eine Privatdozentenstelle bei Richard Abegg an der Universität Breslau und wirkte mit bei der Redaktion der Zeitschrift für Elektrochemie und angewandte physikalische Chemie, dem Mitteilungsblatt der Deutschen Bunsen-Gesellschaft für Angewandte Physikalische Chemie. In der Folgezeit verfasste er zahlreiche Monographien über Tabellenwerke und Elektrochemie. 1923 erhielt er einen Ruf als Privatdozent an die Uni Rostock (physikalisch-chemische Abteilung).
1930 erhielt er einen Ruf an die Physikalische Chemie der Universität Münster bis zu seiner Emeritierung 1932.
Er war Mitglied der Turnerschaft Philippina-Saxonia.